# مؤسسه لغت‌نامه دهخدا

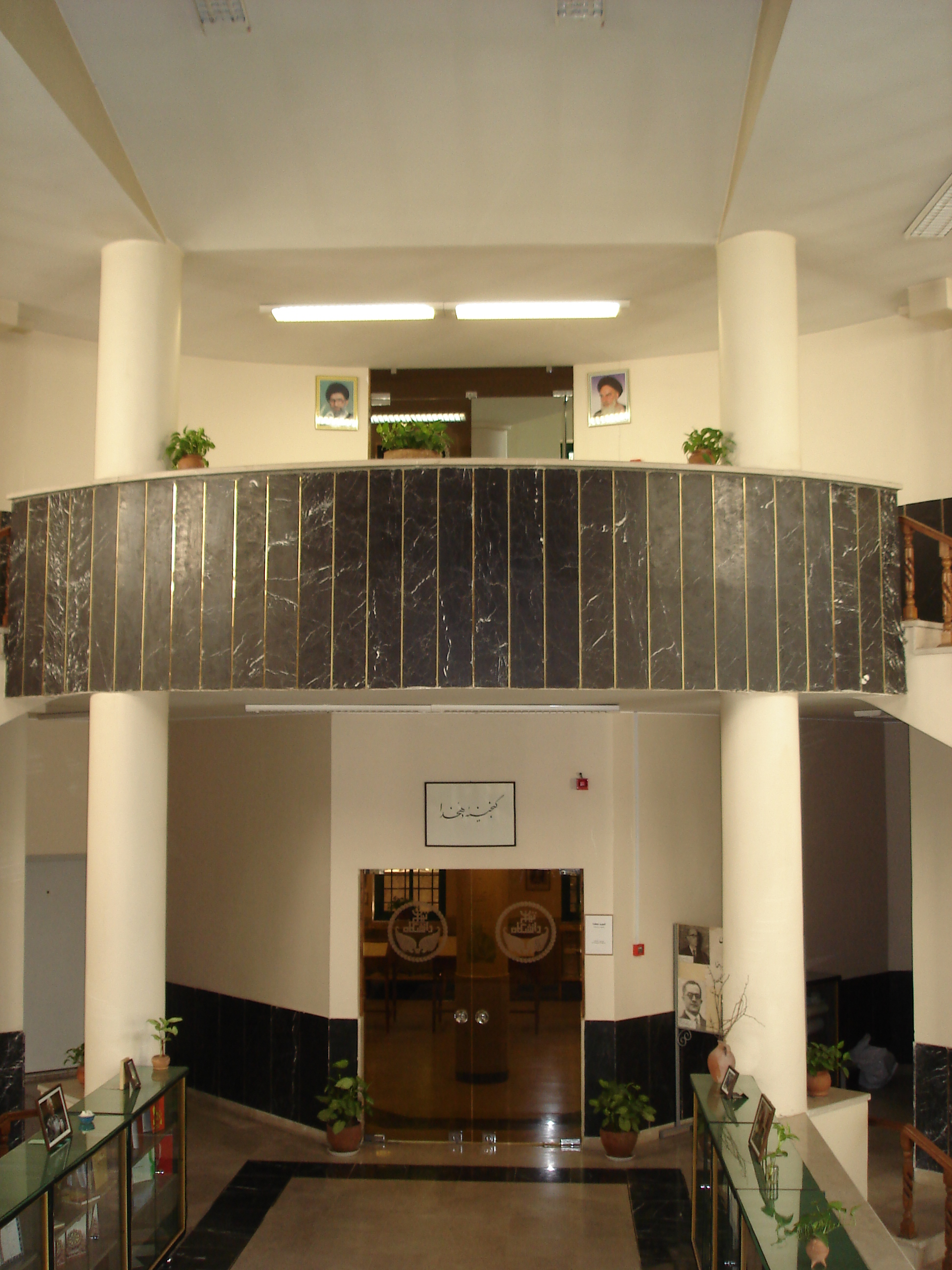
بخش گنجینهٔ دهخدا

مؤسسه لغت‌نامه دهخدا با نام کامل مؤسسهٔ لغت‌نامهٔ دهخدا و مرکز بین‌المللی آموزش زبان فارسی یکی از مراکز آکادمیک وابسته به دانشگاه تهران است. مؤسسهٔ لغت‌نامهٔ دهخدا نخستین سازمان در ایران است که برای تألیف فرهنگ لغت یا واژه‌نامه تأسیس شده است. از سال ۱۳۸۶ به‌دلیل وحدت هدف علمی و نیز وحدت اداری و مکانی، دو نهادِ مؤسسهٔ لغت‌نامهٔ دهخدا و مرکز بین‌المللی آموزش زبان فارسی با هم ادغام شدند. همچنین این دو نهاد از دانشکدهٔ ادبیات و علوم انسانی دانشگاه تهران مستقل گردیدند و با تصویب هیئت رئیسهٔ دانشگاه تهران، این دو نهاد تحت عنوان واحدِ مؤسسهٔ لغت‌نامهٔ دهخدا و مرکز بین‌المللی آموزش زبان فارسی به فعالیت خود ادامه دادند.

## تاریخچه

### مؤسسه لغت‌نامه دهخدا
در سال ۱۳۲۴ خورشیدی، حدود ۳۰ سال پس از نگاشتن اولین بخش‌های لغت‌نامه توسط علی‌اکبر دهخدا، با تصویب مجلس شورای ملی، در خانهٔ دهخدا در خیابان ایرانشهر تهران، مؤسسهٔ لغت‌نامهٔ دهخدا تأسیس شد و به‌صورت رسمی آغاز به کار کرد.
در سال ۱۳۳۴، با درگذشت علی‌اکبر دهخدا، این سازمان به دو اتاق در کنار عمارت مجلس در میدان بهارستان منتقل شد. بنابر وصیت دهخدا، محمد معین سرپرستی ادارهٔ کار را بر عهده گرفت و دیگر یاران دهخدا، سید محمد دبیر سیاقی و سید جعفر شهیدی او را یاری دادند.
در آذرماه ۱۳۳۶، بنابر مصوبهٔ مجلس، این سازمان با بودجهٔ پیش‌بینی‌شده به دانشکدهٔ ادبیات و علوم انسانی دانشگاه تهران منتقل شد و اعضای مؤسسهٔ لغت‌نامه در ساختمان نگارستان در میدان بهارستان مشغول به کار شدند.
در سال ۱۳۵۳، محمود افشار یزدی، ساختمانی در محل موقوفات خود (در خیابان ولی‌عصر فعلی، ایستگاه اتوبوس پسیان، روبه‌روی خیابان زعفرانیه) به مؤسسهٔ لغت‌نامهٔ دهخدا اهدا کرد. این مؤسسه از سال ۱۳۸۳ در ساختمان بزرگی که توسط دانشگاه تهران در محل موقوفات دکتر محمود افشار ساخته شد، مستقر است.

### مرکز بین‌المللی آموزش زبان فارسی
مرکز بین‌المللی آموزش زبان فارسی در سال ۱۳۶۸ به پیشنهاد سید جعفر شهیدی، رئیس مؤسسهٔ لغت‌نامهٔ دهخدا و غلامرضا ستوده و با تأیید وزارت علوم و آموزش عالی تأسیس شد. این مرکز، نخستین نهاد دانشگاهی است که با هدف گسترش و ترویج زبان و ادبیات فارسی تأسیس شده و هرساله پذیرای دانشجویان فراوانی از نقاط مختلف دنیا است.
از سال ۱۳۸۶، به‌دلیل وحدت هدف علمی و نیز وحدت اداری و مکانی، مؤسسهٔ لغت‌نامهٔ دهخدا و مرکز بین‌المللی آموزش زبان فارسی با هم ادغام شدند و با تصویب هیئت رئیسهٔ دانشگاه تهران، این دو نهاد تحت عنوان واحدِ مؤسسهٔ لغت‌نامهٔ دهخدا و مرکز بین‌المللی آموزش زبان فارسی به فعالیت خود ادامه دادند.

## کارها
در سال ۱۳۵۹، کار تألیف لغت‌نامهٔ دهخدا، از حرف «آ» تا حرف «ی»، به‌علاوهٔ مقدمه (که خود در جزوه و مجلدی مستقل چاپ شد)، در ۲۲۲ جزوه و ۵۰ مجلدِ صحافی‌شده پایان یافت. در طول تألیف این لغت‌نامهٔ عظیم، بیش از یکصد تن در تألیف، یادداشت‌برداری و تنظیم یادداشت‌ها با مؤسسه همکاری داشته‌اند.
در سال ۱۳۷۲، لغت‌نامهٔ دهخدا حروف‌نگاری رایانه‌ای شد و بر روی لوح فشرده قابل بهره‌برداری گردید.
در سال ۱۳۸۴، مرکز بین‌المللی آموزش زبان فارسی، با همکاری انتشارات دانشگاه تهران، نخستین کتاب آموزش زبان فارسی در سطح مقدماتی را با نام «فارسی به فارسی»، نوشتهٔ شکوفه شهیدی (فرزند سید جعفر شهیدی) منتشر کرد.
در مرکز بین‌المللی آموزش زبان فارسی کلاس‌های زبان فارسی از سطح مقدماتی تا پیشرفته و در شش سطح برگزار می‌شود و بعد از اتمام دوره‌های پیشرفته چنانچه زبان‌آموزان مایل باشند، می‌توانند به صورت اختیاری در دوره عالی و ادبیات شرکت کرده و با ادبیات کهن فارسی آشنا شوند.
مرکز بین‌المللی آموزش زبان فارسی ر در سال ۱۳۶۸ با یک دانشجو کار خود را شروع کرد و زبان‌آموزان خارجی بسیاری از بیش از ۵۰ کشور گوناگون جهان در آن فارسی آموخته‌اند؛ به نحوی که این تعداد پس از گذراندن دوره‌های آموزشی مرکز، قادر به خواندن، نوشتن و صحبت کردن به زبان فارسی هستند. علاوه بر آن بسیاری از دانشجویان دوره کارشناسی ارشد و دکتری در رشته خاورشناسی از آلمان، انگلستان، آمریکا، فرانسه، ایتالیا، لهستان، کره و دیگر کشورها دوره‌های این مرکز را گذرانده‌اند.

## رؤسا
تا سال ۱۳۲۴ ه‍.خ کار لغت‌نامه را به مدت ۳۰ سال خود دهخدا مدیریت می‌کرد. از آن تاریخ به بعد مؤسسه لغتنامه دهخدا، به موجب قانون به صورت مؤسسه زیر نظر دهخدا تشکیل شد.
نام مدیران مؤسسه لغت‌نامه دهخدا از ابتدا تا کنون به شرح زیر است:
- علی‌اکبر دهخدا (۱۳۳۴–۱۳۲۴)
- محمد معین (۱۳۴۵–۱۳۳۴)
- سیدجعفر شهیدی (۱۳۸۶–۱۳۴۵)
- علی افخمی (۱۳۹۳–۱۳۸۶)
- علی درزی (۱۳۹۹–۱۳۹۴)
- محمود بی‌جن‌خان (۱۴۰۱–۱۳۹۹)
- حمیرا زمردی (۱۴۰۱–۱۴۰۳)
- محمود بی‌جن‌خان (۱۴۰۳-)